# Битва за Хора
Битва за Хора — проводилась з 15 червня по 19 червня 2007 року в провінції Урузган біля міста Хора. Боротьба велася між силами МССБ (ISAF): США, Нідерландів, Австралії та допомоги афганської поліції проти бойовиків Талібану.

## Передісторія
Провінція Урузган, поряд з сусідніми провінціями Кандагар і Гільменд, що на півдні Афганістану, є традиційною частиною пуштунських племен, що є оплотом талібів.
В Урузгані, місія МССБ (ISAF) НАТО взяла на себе більші повноваження в Афганістані від очолюваних військ США в серпні 2006 року, в результаті чого 1400 голландських солдатів замінили близько 150 американських військ на «Групи щодо відновлення провінцій» (англ. Provincial Reconstruction Team) в столиці Тарін Ковт та інших містах провінції Урузган. Голландські війська вжили заходів до створення контрольно-пропускних пунктів, деякі з яких були в районі міста Хора. Тоді у місті було лише 100 афганських поліцейських. Також голландці працювали над такими проектами як: школи, мачеть, мости після цивільно-будівельних проектів ініційованих США.

## Битва

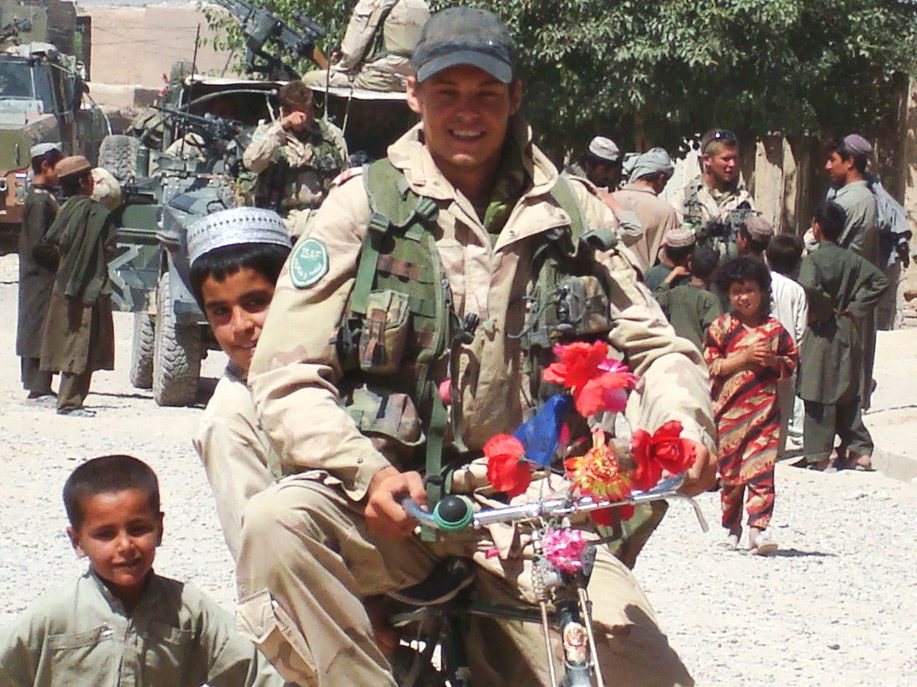
Тімо Сміхайзен в Тарін Ковт, за 90 хвилин до фатального вибуху

### 15 червня
У п'ятницю ввечері, 15 червня перестрілка відбулася в околицях м. Хора. До опівдня цього дня голландський конвой в м.Тарін Ковт був атакований терористом-смертником. Тоді був вбитий голландський солдат — Тімо Сміхайзен і кілька мирних афганців.

### 16 червня
16 червня загострилася битва за Хора. На початку військові захопили кілька бойовиків Талібану. Пізніше, МССБ (ISAF) атакували талібів і бойовиків Аль-Каїди, які в момент вибуху перебували в підпіллі. Також в суботу 16 червня старший сержант Рой П. Лівсайдер був убитий, коли в його автомобіль попали з гранатомета в Тарін Ковт.

### 17-18 червня
В неділю 17 червня та в понеділок 18 червня прибула підмога, в основному голландські солдати. Тоді армія Нідерландів збільшився на 500 солдат. Крім того, близько 50 солдат афганської армії і декількох вертольотів CH-47 «Чінук» поповнили військову коаліцію. У той же час, таліби отримали контроль над більшою частиною території населених пунктів та змушували цивільних осіб боротися з армією МССБ (ISAF). Бойовики Талібану також використовували як житло будинки мирних жителів. Незважаючити на те, що у деяких будинках знаходились цивільні особи, авіація НАТО активно атакувала, в результаті чого загинуло багато цивільного населення та бойовиків. У той же час, шість голландських F-16 були підняті в повітря для атаки піхоти талібанів. У ніч з неділі 17 червня на понеділок 18 червня під час зарядки 81-мм міномета, вибухнув снаряд вбивши голландського сержанта Йоса Ляйніссена і поранив трьох солдатів.

### 19 червня
В 9:30 НАТО відкликала свою підтримку авіації в битві за Хора, але вона була відновленна в 9:40.
В 10:00 голландські і афганські солдати, разом з міліцією, почали військову операцію під назвою «Операція Троя», яка була призначена, щоб витіснити і знищити позиції талібів в районах м. Хора на втрачених контрольно-пропускних пунктах. У другій половині дня НАТО оголосила перемогу, коли талібанські бойовики втратили три контрольно-пропускних пункти у місті і відійшли без вживання подальших атак.